# جهاد قصاب
جهاد قصاب (عربی: جهاد قصاب؛ ۱۳ ژوئیهٔ ۱۹۷۵ – ۳۰ سپتامبر ۲۰۱۶) بازیکن فوتبال اهل سوریه بود.
از باشگاه‌هایی که در آن بازی کرده‌است می‌توان به باشگاه فوتبال عجمان امارات اشاره کرد.
وی همچنین در تیم ملی فوتبال سوریه بازی کرده‌است.